# Hyporhagus marginatus
Hyporhagus marginatus is een keversoort uit de familie somberkevers (Zopheridae). De wetenschappelijke naam van de soort werd in 1792 gepubliceerd door Johann Christian Fabricius.